# Grabovica (gmina Gornji Milanovac)
Grabovica (cyr. Грабовица) – wieś w Serbii, w okręgu morawickim, w gminie Gornji Milanovac. W 2011 roku liczyła 456 mieszkańców.